# Náměstí Svobody (Třinec)
Náměstí Svobody je veřejné prostranství, jež společně s přilehlým náměstím T. G. Masaryka tvoří centrum statutárního města Třinec v Moravskoslezském kraji.

## Historie
Do roku 1989 neslo náměstí název náměstí Rudé armády. Po pádu komunistického režimu bylo přejmenováno.

## Významné objekty
Na náměstí se nachází kulturní dům TRISIA, ve kterém se krom jiného nachází také divadelní sál, supermarket Albert, Hotelový dům STEELHOUSE a pobočky Generali České pojišťovny a České spořitelny, dále se zde nachází také kino Kosmos, které bylo postaveno v roce 1969.

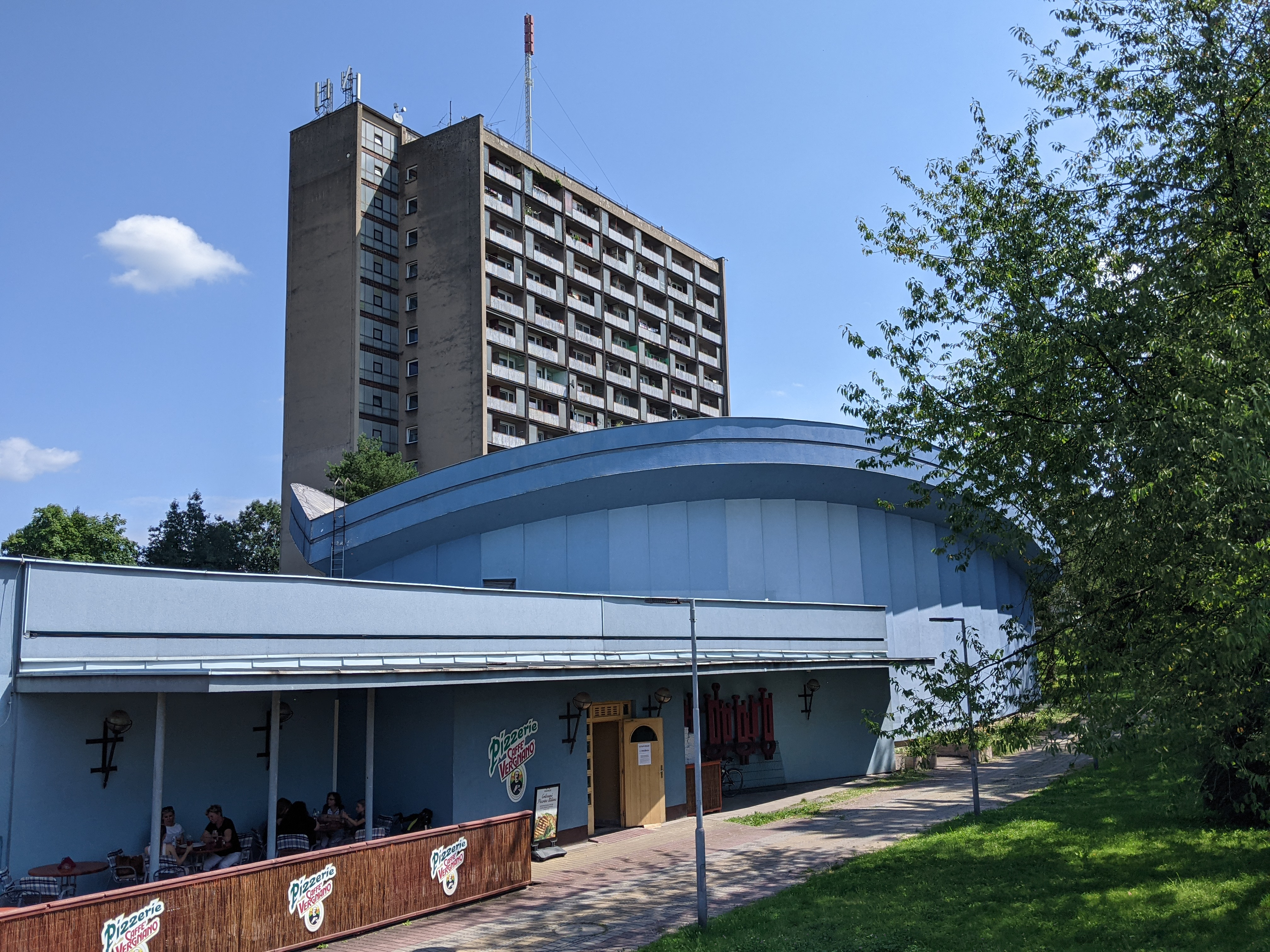
Kino Kosmos

Ve střední části náměstí se nachází velká dlážděná plocha, jež je zdobená také moderním variabilním nábytkem, jenž byl instalován v rámci projektu „Třinec ve stylu Vídně“.

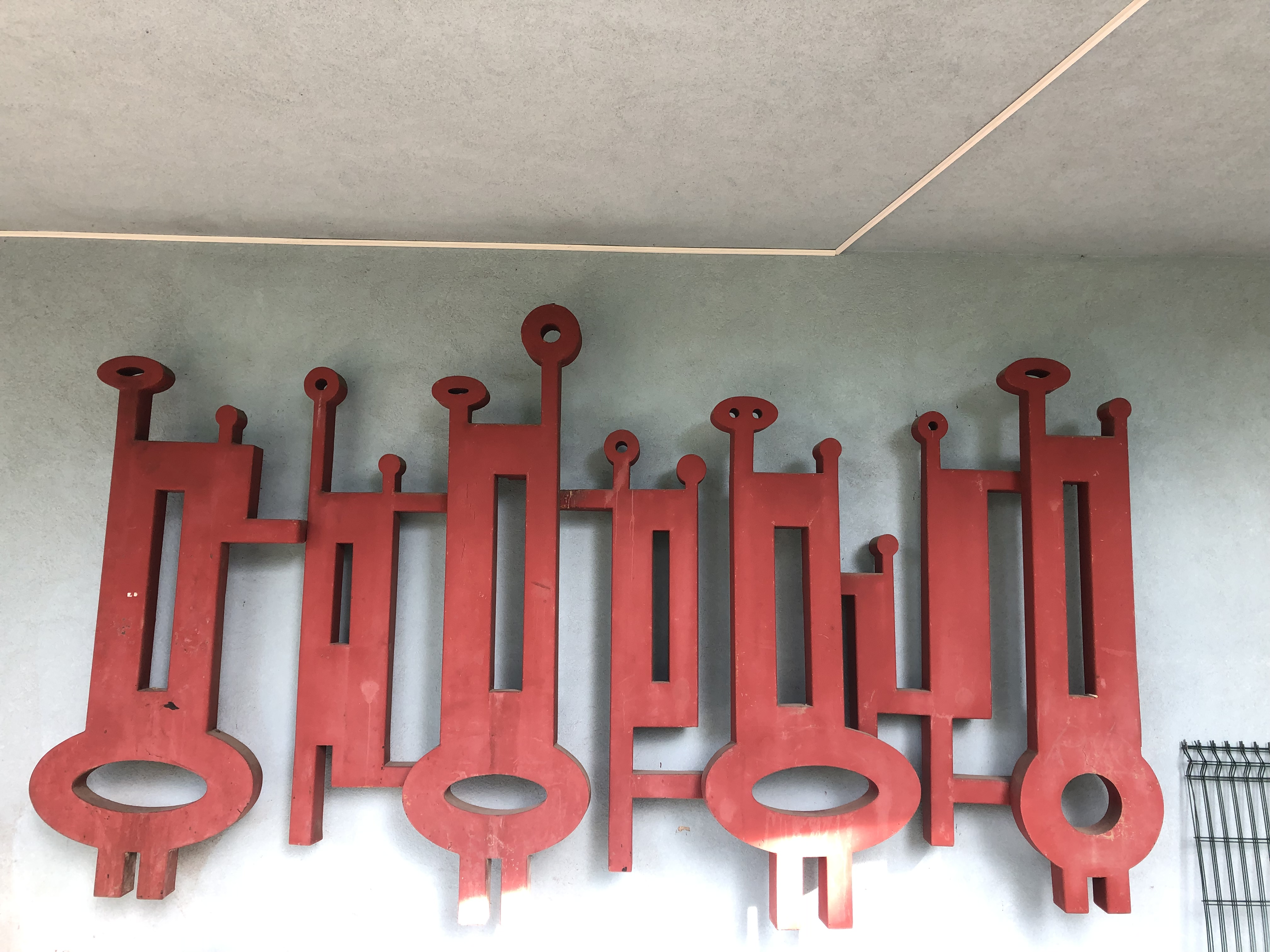
Figurální reliéf na budově kina Kosmos od českého umělce Rudolfa Štafy.

Na náměstí se také nachází socha od českého umělce Rudolfa Štafy, jež zdobí kino Kosmos.

## Události
Od roku 2021 je náměstí každoročním dějištěm Majalésu Těšínského Slezska, jehož 2. ročníku se zúčastnili i slovenští rappeři Majk Spirit a Gleb. Během playoff České hokejové extraligy bývají na náměstí vysílány přímé přenosy venkovních zápasů hokejového klubu HC Oceláři Třinec.